# ニュースセンター (関東ローカル枠)
『ニュースセンター○:○○（NC○:○○）（開始時刻が入る）』は、NHK総合テレビジョンで関東地区向けに放送していた、ローカルニュース番組。18時（夕方6時）台後半に放送されていたものと20時（午後8時）台後半に放送されていたものが存在した。

## 夕方（18時台後半）枠
| 期間     | 期間     | タイトル                     | 放送時間      |
| -------- | -------- | ---------------------------- | ------------- |
| 1976.4.5 | 1982.4.2 | ニュースセンター640（NC640） | 18:40 - 19:00 |
| 1982.4.5 | 1988.4.1 | ニュースセンター630（NC630） | 18:30 - 19:00 |

『630』改題当初は、18時31分30秒からの2分間を全国ニュースに充てていた。
- 開始時のテーマ曲は、「640」時代を中心に全国で使われた。
- 『630』時代のスタジオセットは放送センター本館・旧ニュースセンター内のスタジオの一角で、直後にはすぐ横で『7時のニュース』も放送されていた。そのため、天気予報後の締めの挨拶が終わった後に時報・『7時のニュース』のタイトルとヘッドラインが流れている間にカメラの移動と『630』のキャスターの撤収が行われていた（『7時のニュース』のキャスターは『630』の天気予報の間にスタジオ入りしてスタンバイ）

### キャスター
- 曾我健（1976年4月5日 - 1979年3月30日）
- 隈部紀生（1979年4月2日 - 1981年4月3日）
- 加賀美幸子[5]
- 山本肇（1981年4月6日 - 1984年3月30日）[6][7]
- 小宮山洋子（のちに衆議院議員）[6][7]
- 山田敦子（ - 1983年12月、1984年 - ）[6][7][8][9]
- 迫田朋子（1984年1月 - ）[7][8]
- 吉村秀實（1984年4月2日 - 1987年4月3日）[8][9]
- 久保田芳彦（1987年4月6日 - 1988年4月1日）[10][11]
- 室町澄子（1987年4月6日 - 1988年4月1日）[10][11]

### 地域別タイトル
| 放送局名               | 番組名 |
| 札幌                   | 1976年4月5日 - 1986年4月4日 : ニュースネットほっかいどう 1986年4月7日 - 1988年4月3日 : きょうの北海道                                 |
| 青森                   | 1976年4月5日 - 1982年4月2日 : あおもり640 1982年4月5日 - 1988年4月1日 : あおもり630                                                   |
| 秋田                   | 1976年4月5日 - 1982年4月2日 : 640あきた 1982年4月5日 - 1988年4月1日 : 630あきた                                                       |
| 盛岡                   | 1976年4月5日 - 1982年4月2日:いわて640 1982年4月5日 - 1988年4月1日 : いわて630                                                         |
| 山形                   | 1976年4月5日 - 1982年4月2日 : きょうのやまがた 1982年4月5日 - 1988年4月1日 : やまがた630                                              |
| 仙台                   | 1976年4月5日 - 1982年4月2日 : みやぎ640 NHKみやぎ630 NC みやぎ630                                                                     |
| 福島                   | 1976年4月5日 - 1982年4月2日 : きょうの福島 1982年4月5日 - 1988年4月1日 : 630きょうの福島                                              |
| 首都圏                 | 1976年4月5日 - 1982年4月2日 : ニュースセンター640 1982年4月5日 - 1988年4月1日 : ニュースセンター630                                   |
| 新潟                   | 1976年4月5日 - 1982年4月2日 : にいがた640 にいがた630 ニュースセンター630にいがた                                                     |
| 長野                   | 1976年4月5日 - 1977年4月1日 : 信州645 1977年4月4日 - 1982年4月2日 : 信州640 1982年4月5日 - 1988年4月1日 : 信州630                     |
| 甲府                   | 1976年4月5日 - 1982年4月2日 : やまなしニューススタジオ 1982年4月5日 - 1988年4月1日 : 630やまなし                                      |
| 静岡                   | 1976年4月5日 - 1982年4月2日 : NHKきょうのしずおか 1982年4月5日 - 1988年4月1日 : 630しずおか                                           |
| 名古屋                 | 1976年4月5日 - 1982年4月2日 : NHK640 1982年4月5日 - 1988年4月1日 : ニュース630                                                        |
| 岐阜                   | 1976年4月5日 - 1982年4月2日 : NHKぎふ640 1982年4月5日 - 1988年4月1日 : NHKぎふ630                                                     |
| 津                     | 1976年4月5日 - 1982年4月2日 : NHK津640 1982年4月5日 - 1988年4月1日 : NHK津630                                                         |
| 富山                   | 1976年4月5日 - 1982年4月2日 : NHK富山640 1982年4月5日 - 1988年4月1日 : ニュースセンターとやま                                         |
| 金沢                   | 1976年4月5日 - 1982年4月2日 : ニュースかがのと 11982年4月5日 - 1988年4月1日 : かがのと630                                             |
| 福井                   | 1976年4月5日 - 1982年4月2日 : ふくい640 ネットワークふくい ふくい630                                                                  |
| 大阪・京都・大津・奈良 | 1976年4月5日 - 1982年4月2日 : ニュースワイド640 1982年4月5日 - 1988年4月1日 : ニュースワイド630                                       |
| 神戸                   | 1976年4月5日 - 1982年4月2日 : ひょうご640 1982年4月5日 - 1988年4月1日 : ひょうご630                                                   |
| 和歌山                 | 1976年4月5日 - 1982年4月2日 : ニュースワイド640わかやま 1982年4月5日 - 1988年4月1日 : わかやま630                                     |
| 鳥取                   | 1976年4月5日 - 1982年4月2日 : とっとり640 1982年4月5日 - 1988年4月1日 : とっとり630                                                   |
| 松江                   | 1976年4月5日 - 1982年4月2日 : しまね640 1982年4月5日 - 1988年4月1日 : しまね630                                                       |
| 岡山                   | 1976年4月5日 - 1982年4月2日 : 6:40ニュース岡山 1982年4月5日 - 1988年4月1日 : 630おかやま                                              |
| 広島                   | 1976年4月5日 - 1982年4月2日 : ひろしま640 1982年4月5日 - 1988年4月1日 : ひろしま630                                                   |
| 山口                   | 1976年4月5日 - 1982年4月2日 : やまぐち640 1982年4月5日 - 1988年4月1日 : 6:30ニュースやまぐち                                          |
| 松山                   | 1976年4月5日 - 1982年4月2日 : 640えひめ えひめニューススタジオ 630えひめ                                                              |
| 高松                   | 1976年4月5日 - 1982年4月2日 : ニュース香川6:40 1982年4月5日 - 1985年3月29日 : ニュース香川630 1985年4月1日 - 1988年4月1日 : 630かがわ |
| 徳島                   | 1976年4月5日 - 1982年4月2日 : きょうの徳島 1982年4月5日 - 1988年4月1日 : 630とくしま                                                  |
| 高知                   | 1976年4月5日 - 1982年4月2日 : ニュース640こうち 1982年4月5日 - 1988年4月1日 : 630こうち                                               |
| 北九州                 | ニューススタジオ北九州 ニュースネット北九州                                                                                           |
| 福岡                   | NHKニューススタジオ福岡 ニュースネット福岡                                                                                            |
| 佐賀                   | NHKニューススタジオ佐賀 |
| 長崎                   | ニューススタジオ |
| 熊本                   | ニューススタジオくまもと |
| 大分                   | ニューススタジオおおいた |
| 宮崎                   | ニューススタジオ みやざき630 |
| 鹿児島                 | ニューススタジオ 630かごしま |
| 沖縄                   | ニューススタジオ沖縄 |
| ---------------------- | --- |

## 20時台後半枠
| 期間                        | タイトル                     | 放送時間      |
| --------------------------- | ---------------------------- | ------------- |
| 1984年4月2日 - 1987年4月3日 | ニュースセンター850（NC850） | 20:50 - 21:00 |
| 1987年4月6日 - 1993年4月2日 | ニュースセンター845（NC845） | 20:45 - 21:00 |

- 1984年4月1日までは20:55 - 21:00に『NHKニュース』のタイトルでローカルニュースを放送していた。
- 1987年1月5日[17] から1987年7月3日[18] まではBS1でも放送。
- 1987年から1990年にかけての「845」のテーマ曲は、同時間帯の東北地方（NHK仙台放送局発）のブロックニュース（「NHKニュース845」の題）でも使用。
- 1989年以降はNC-Bフロアのバーチャルセットから放送していた。背景は一見Aフロアの定時ニュースのセットと同じだが、隣のセットで21時からの全国ニュースの準備があるための措置。
- 1993年4月2日に終了（後番組は『ドラマ新銀河』）。ローカルニュースはこの時間帯から撤退し、3日後の4月5日にスタートした『NHKニュース9』の末尾10分（21:20 - 21:30）に移動したが、1996年度からは再びこの時間帯に復帰している。

### キャスター
- 吉村秀實（1984年4月2日 - 1987年4月3日） - 630と兼務
- 森田美由紀（1988年4月4日 - 1989年3月31日） - イブニングネットワークや7時のニュースと兼務。
- 池上彰（1989年4月3日 - 1993年4月2日）イブニングネットワークと兼務。